# Petchorina
Petchorina es un género de foraminífero bentónico de la subfamilia Pseudopalmulinae, de la familia Semitextulariidae, de la superfamilia Palaeotextularioidea, del suborden Fusulinina y del orden Fusulinida. Su especie tipo es Petchorina schezhimovensis. Su rango cronoestratigráfico abarca el Frasniense (Devónico superior).

## Discusión
Clasificaciones más recientes incluyen Petchorina en la superfamilia Semitextularioidea, del suborden Earlandiina, del orden Earlandiida, de la subclase Afusulinana y de la clase Fusulinata.

## Clasificación
Petchorina incluye a las siguientes especies:
- Petchorina schezhimovensis